# Миколаївська церква (Ічня)
Миколаївська церква — храм в м. Ічня, збудований у 1879 році за типовим єпархіальним проектом у цегляному стилі, який є різновидом модерну. 

## Історія
Церква була дуже красивою (за цим же проектом збудували церкви, наприклад у Тростянці та Лебедині Сумської області). Але у радянський період будівлю церкви зруйнували. Залишили лише дзвіницю. Та й то дзвіницю залишили із прагматичних міркувань — вона стала каланчею пожежної станції. Дзвіниця 3-ярусна. Церква належить до одного з небагатьох пам'ятників архітектури банного типу на Лівобережній Україні. 
У 2007 році дзвіницю силами УПЦ КП відновили і знову освятили, але вже як церкву. Нині це храм Святого Миколая ПЦУ.